# Municipio de Newark (Kansas)
El municipio de Newark (en inglés, Newark Township) es un municipio del condado de Wilson, Kansas, Estados Unidos. Tiene una población estimada, a mediados de 2022, de 231 habitantes.
Abarca una zona exclusivamente rural.

## Geografía
Está ubicado en las coordenadas 37°26′1″N 95°34′12″O / 37.43361, -95.57000. Según la Oficina del Censo de los Estados Unidos, tiene una superficie total de 92.71 km², de los cuales 92.48 km² corresponden a tierra firme y 0.23 km² están cubiertos de agua.

## Demografía
Según el censo de 2020, en ese momento había 234 personas residiendo en la zona. La densidad de población era de 2.53 hab./km². El 91.0 % de los habitantes eran blancos, el 2.1 % eran amerindios, el 1.3 % eran de otras razas y el 5.6 % eran de una mezcla de razas. Del total de la población, el 3.4 % eran hispanos o latinos de cualquier raza.